# Jackie Rea
Jackie Rea est un joueur professionnel de snooker nord-irlandais né le 6 avril 1921 à Dungannon et mort le 20 octobre 2013 à Cheadle Hulme.

## Carrière
Sa carrière est principalement marquée par 26 titres de champion d'Irlande du Nord professionnel entre 1947 et 1971. Il atteint les demi-finales des championnats du monde en 1952, battu par Fred Davis, et la finale en 1957 perdue 34 manches à 39 face à John Pulman. Rea a par ailleurs remporté en 1955 le tournoi News of the World et le tournoi de Chester en 1969 et 1970.

## Palmarès
| Légende | Catégorie            | Titres | Finales |
|         | Tournois classés     | 0      | 0       |
|         | Tournois non classés | 28     | 5       |

### Titres
| Année / Saison | Nom du tournoi                  | Lieu    | Finaliste          | Score |
| 1947-1951      | Championnat d'Irlande (5 fois)  |         | Divers adversaires |       |
| 1952-1971      | Championnat d'Irlande (20 fois) |         | Divers adversaires |       |
| 1955           | Tournoi News of the World       | Londres | Joe Davis          | 8-0   |
| 1969-1970      | Tournoi de Chester              | Chester | John Spencer       | 4-3   |
| 1970-1971      | Tournoi de Chester              | Chester | John Spencer       | 4-3   |

### Finales perdues
| Saison    | Nom du tournoi            | Lieu    | Finaliste    | Score | Tableau |
| 1952      | Championnat d'Irlande     |         | Jack Bates   |       |         |
| 1953      | Tournoi News of the world | Londres | Joe Davis    | 3-5   |         |
| 1957      | Championnat du monde      | Jersey  | John Pulman  | 34-39 | Tableau |
| 1971-1972 | Championnat d'Irlande     | Belfast | Alex Higgins | 12-28 |         |
| 1972-1973 | Tournoi Park Drive 1000   | Leeds   | John Spencer | 2-3   |         |